# 7 جمادى الآخرة
- السبت
- الأحد
- الاثنين
- الثلاثاء
- الأربعاء
- الخميس
- الجمعة

- 2830 نوفمبر 2024
- 291 ديسمبر 2024
- 12 ديسمبر 2024
- 23 ديسمبر 2024
- 34 ديسمبر 2024
- 45 ديسمبر 2024
- 56 ديسمبر 2024
- 67 ديسمبر 2024
- 78 ديسمبر 2024
- 89 ديسمبر 2024
- 910 ديسمبر 2024
- 1011 ديسمبر 2024
- 1112 ديسمبر 2024
- 1213 ديسمبر 2024
- 1314 ديسمبر 2024
- 1415 ديسمبر 2024
- 1516 ديسمبر 2024
- 1617 ديسمبر 2024
- 1718 ديسمبر 2024
- 1819 ديسمبر 2024
- 1920 ديسمبر 2024
- 2021 ديسمبر 2024
- 2122 ديسمبر 2024
- 2223 ديسمبر 2024
- 2324 ديسمبر 2024
- 2425 ديسمبر 2024
- 2526 ديسمبر 2024
- 2627 ديسمبر 2024
- 2728 ديسمبر 2024
- 2829 ديسمبر 2024
- 2930 ديسمبر 2024
- 3031 ديسمبر 2024
- 11 يناير 2025
- 22 يناير 2025
- 33 يناير 2025

7 جُمادى الآخرة أو 7 جُمادی‌ الثانية أو يوم 7 \ 6 (اليوم السابع من الشهر السادس) هو اليوم الخامس والخمسون بعد المائة (155) من أيَّام السنة (أو السادس والخمسون بعد المائة لو كان شهر ربيع الآخر مُتممًا لليوم الثلاثين أو السابع والخمسون بعد المائة لو أتم كلاً من صفر وربيع الآخر ثلاثين يوماً) وفق التقويم الهجري القمري (العربي). يبقى بعده 199 أو 200 يومًا لانتهاء السنة.

## أحداث
- 102 هـ - أٌخمدَت فتنة عبد الله بن علي العباسي على ابن أخيه الخليفة أبي جعفر المنصور، على يد أبي مسلم الخراساني.
- 741 هـ - جرت أحداث معركة طريف عند ريو سالادو بين القشتاليين والمرينيين أسفرت عن مذبحة للمسلمين، وتعتبر آخر معركة يشارك فيها المغاربة بشكل رسمي ومباشر في الأندلس.
- 950 هـ - القوات البحرية العثمانية والفرنسية تنجح في الاستيلاء على ميناء نيس الفرنسي وتحريره من قبضة ملك الفرنجة شارلمان خصم الملك فرانسوا الأول حليف الدولة العثمانية.
- 987 هـ - الصفويون يرفعون حصارهم عن العثمانيين في تفليس، وقد استمر هذا الحصار 124 يومًا، حاصر فيها 15 ألف جندي صفوي ما يقرب من 1800 جندي عثماني، ولم يرفع الصفويون الحصار إلا بعد سماعهم أصوات الموسيقى العسكرية العثمانية التي جاءت لنجدة تفليس.
- 1337 هـ - اندلاع ثورة المصريين ضد الاحتلال البريطاني بقيادة سعد زغلول والتي عرفت باسم ثورة 1919.
- 1361 هـ - الجنرال إرفين رومل يهاجم القوات البريطانية في طبرق بليبيا، وانتهى هذا الهجوم بالانتصار عليهم واستسلام أكثر من ثلاثين ألف أسير للقوات الألمانية.
- 1370 هـ - الحكومة الإيرانية برئاسة الدكتور محمد مصدق تقرر تأميم صناعة النفط والتي كانت خاضعة لسيطرة الشركات الأمريكية.
- 1380 هـ - الجمعية العامة للأمم المتحدة تمنح موريتانيا الاستقلال بالرغم من مطالبات المغرب بضمها.
- 1381 هـ - بدء البث الرسمي لتلفزيون الكويت.
- 1389 هـ -
  - متطرف يهودي إسترالي يحرق المسجد الأقصى، وكاد هذا الحريق أن يأتي على المسجد بأسره، وإسرائيل تؤكد أن هذا اليهودي مختل عقليًا.
  - الجنرال الباكستاني ضياء الحق يقوم بانقلاب عسكري ضد الرئيس ذو الفقار علي بوتو.
- 1406 هـ - الطائرات الفرنسية تنفذ غارة جوية على وادي دوم ضد قاعدة جوية ليبية في شمال تشاد، خلال الصراع التشادي الليبي.
- 1415 هـ - «مجلس قيادة الثورة في العراق» يصدر بيانًا يعلن فيه اعتراف جمهورية العراق بسيادة دولة الكويت واستقلالها السياسي، و«المجلس الوطني العراقي» يعلن بعد ذلك تأييده ومباركته لهذا الاعتراف.
- 1421 هـ - نجاح أول عملية جراحية من نوعها تجري في دولة الكويت على يد جراحين كويتيين وهي تقديم محاجر العينيين وتصغير طول الجمجمة وزيادة عرضها وتقديم عظام الجبهة لطفلة كويتية لم تتجاوز 18 شهرا من عمرها في مركز البابطين لجراحة الحروق والتجميل.
- 1424 هـ - ولي عهد دولة قطر الشيخ جاسم بن حمد آل ثاني يتنازل عن منصبه لصالح أخيه الشيخ تميم بن حمد آل ثاني الذي قام أمير قطر الشيخ حمد بن خليفة آل ثاني بتعيينه وليًا للعهد.
- 1426 هـ - أداء زعيم الحزب الديمقراطي الكردستاني مسعود البارزاني لليمين الدستورية كرئيس لإقليم كردستان العراق لمدة 4 سنوات. وحضر الاحتفال رئيس العراق ورئيس الجمعية الوطنية ونائبا رئيس الجمهورية العراقية.
- 1430 هـ - تزكية جاسم الخرافي رئيسًا لمجلس الأمة الكويتي ليتولى رئاسة المجلس للمرة الخامسة على التوالي وذلك بعد الجلسة الافتتاحية لدور الإنعقاد الثالث عشر.
- 1436 هـ - حركة الشباب المُجاهدين الصُّوماليَّة تُهاجم فُندق مكَّة المُكرَّمة في العاصمة مقديشو، مُتسببةً بمقتل 20 شخصًا بما فيهم مبعوثٌ دبلوماسيّ من الأُمم المُتحدة.
- 1446 هـ -
  - قوَّات المعارضة السورية تسيطر على دمشق بعد سلسلةٍ من العمليات العسكرية، منهيةً بذلك حكم آل الأسد بعد ثلاثةٍ وخمسين سنة من صعودهم.
  - إسرائيل تطلق عملية لاحتلال المنطقة العازلة في محافظة القنيطرة السورية، وتشن عشرات الضربات الجوية بهدف تدمير القدرات الاستراتيجية للقوات المسلحة السورية.

## مواليد
- 1216 هـ - رفاعة الطهطاوي، أحد أعلام النهضة العلمية في مصر في عهد محمد علي باشا.
- 1328 هـ - سليمان فرنجية، رئيس الجمهورية اللبنانية.
- 1339 هـ - مرسي جميل عزيز، شاعر مصري.
- 1359 هـ - مظهر أبو النجا، ممثل مصري.
- 1367 هـ - عمار الشريعي، موسيقي مصري.
- 1386 هـ - مصطفى قمر، مغني مصري.
- 1398 هـ - صفاء رقماني، ممثلة سورية.
- 1404 هـ - نسرين أمين، ممثلة مصرية.

## وفيات
- 651 هـ - العادل أبو بكر بن أيوب، شقيق صلاح الدين الأيوبي وأحد سلاطين الدولة الأيوبية.
- 1309 هـ - الخديوي توفيق، سادس حكام مصر من الأسرة العلوية.
- 1413 هـ - نور الدين الأتاسي، رئيس سوريا الأسبق.
- 1427 هـ - إسماعيل شموط، فنان تشكيلي فلسطيني.

## وصلات خارجية
- موقع قصة الإسلام: حدث في شهر جُمادى الآخرة.